# USS Ingraham (DD-444)
Lo USS Ingraham (hull classification symbol DD-444) fu un cacciatorpediniere della United States Navy, entrato in servizio nel luglio 1941 come parte della classe Gleaves.
Dopo l'entrata degli Stati Uniti d'America nella seconda guerra mondiale, il cacciatorpediniere operò come unità di scorta ai mercantili nell'ambito della battaglia dell'Atlantico; la nave ebbe solo una ridotta vita operativa, visto che il 22 agosto 1942 affondò con gravissime perdite umane al largo della Nuova Scozia dopo essere entrata in collisione con una petroliera che stava scortando.

## Storia
Impostata il 15 novembre 1939 nei cantieri del Charleston Naval Shipyard di North Charleston in Carolina del Nord, la nave venne varata il 15 febbraio 1941 con il nome di Ingraham in onore di Duncan Ingraham, capitano della US Navy insignito della Medaglia d'oro del Congresso nel 1853; madrina del varo fu George Ingraham Hutchinson, nipote del capitano Ingraham. La nave entrò quindi ufficialmente in servizio il 17 luglio 1941, assegnata in forza all'Atlantic Fleet. Dopo alcune crociere di messa a punto e operazioni di pattugliamento lungo la East Coast, a seguito dell'entrata in guerra degli Stati Uniti nel dicembre 1941 il cacciatorpediniere fu subito destinato alla scorta dei convogli di mercantili in oceano Atlantico, operando sulle rotte di collegamento tra Stati Uniti, Regno Unito e Islanda per contrastare gli attacchi degli U-Boot della Germania nazista.
La breve carriera dello Ingraham ebbe una violenta fine il 22 agosto 1942: parte della Task Force 37, il cacciatorpediniere stava scortando al largo delle coste della Nuova Scozia il convoglio AT-20 diretto dagli Stati Uniti nel Regno Unito quando ricevette l'ordine di investigare sulla collisione appena intercorsa tra il cacciatorpediniere USS Buck e un mercantile del convoglio. Muovendo in una densa nebbia, l'Ingraham finì con il tagliare la rotta alla petroliera USS Chemung: la collisione tra i due scafi causò un'esplosione interna al cacciatorpediniere, ben presto avvolto dalle fiamme da prua a poppa. In pochi minuti l'Ingraham affondò nella posizione 42º 34' N, 60º 05' O, accompagnato da una detonazione delle bombe di profondità ammassate sul ponte pronte all'uso che uccise molti dei naufraghi finiti in acqua; tra l'equipaggio si contarono 218 morti, con solo 11 superstiti tratti in salvo dalla stessa Chemung che, pur gravemente danneggiata, riuscì a rientrare a Boston il 26 agosto seguente.